# Дејтон (Алабама)
Дејтон (енгл. Dayton) град је у америчкој савезној држави Алабама. По попису становништва из 2010. у њему је живело 52 становника.

## Демографија
Према попису становништва из 2010. у граду је живело 52 становника, што је 8 (13,3%) становника мање него 2000. године.
| Група             | 2000.      | 2010.      |
| Белци             | 21 (35,0%) | 17 (32,7%) |
| Афроамериканци    | 39 (65,0%) | 34 (65,4%) |
| Азијати           | 0 (0,0%)   | 0 (0,0%)   |
| Хиспаноамериканци | 0 (0,0%)   | 0 (0,0%)   |
| Укупно            | 60         | 52         |